# Cyrille Bayala
Cyrille Barros Bayala (* 24. Mai 1996 in Ouagadougou) ist ein burkinischer Fußballspieler, der auch für die burkinische Nationalmannschaft spielt.

## Karriere

### Verein
Bayala begann seine fußballerische Ausbildung bei der USFA Ouagadougou, ehe er zur ASFA-Yennenga Ouagadougou wechselte, wo er 2013 den Sprung in das Profiteam schaffte. Im März jenes Jahres debütierte er in der CAF Champions League in der ersten Runde gegen den ES Sétif im Profibereich. In der Saison 2014 kam er erneut zu einem Einsatz in der Champions League und schied mit seiner Mannschaft erneut in der ersten Runde gegen Sétif aus. Im Januar 2014 wechselte er nach Ägypten zum El Dakhleya SC. Direkt bei seinem Debüt in der Egyptian Premier League wurde er bei der 1:2-Niederlage gegen Misr El-Makasa eingewechselt und schoss direkt sein erstes Tor für den Verein. In der gesamten Saison 2014/15 schoss er zwei Tore in 15 Ligaspielen. In der Saison darauf kam er bereits auf 30 Einsätze, wobei er viermal treffen konnte.
Nach langer Überlegung wechselte Bayala schließlich im Sommer 2016 nach Moldawien zu Sheriff Tiraspol. Er kam in seiner ersten Saison hier auf 29 Saisonspiele, sieben Tore und acht Vorlagen. Mit seinem Verein gewann er das Double aus Liga und Pokal. Zu Beginn der neuen Saison spielte er mit Tiraspol auch in der Qualifikation der Champions League und Europa League, wo er zwei Tore in insgesamt sechs Spielen machte und das entscheidende Tor schoss, sodass sich der Verein für die Europa League qualifizierte.
Anschließend wechselte er nach Frankreich zum Zweitligisten RC Lens. Sein Debüt in der Ligue 2 gab er am siebten Spieltag der Saison nach später Einwechslung gegen den FC Valenciennes. Bei einem 6:0-Sieg über den FC Bourg-Péronnas schoss er circa einen Monat später sein erstes Tor für den französischen Klub. Insgesamt kam er in der Saison 2017/18 zu 28 Ligaeinsätzen und drei Toren. In der Hinrunde der Folgespielzeit spielte er nur sieben von 20 möglichen Ligaspielen und wurde in der Winterpause an den Ligakonkurrenten FC Sochaux verliehen. Dort kam er zu 14 Einsätzen und schoss zwei Tore für seine vorübergehende Mannschaft. Für die gesamte Saison 2019/20 wurde er anschließend an den AC Ajaccio verliehen. Hier schoss er in 27 Ligaspielen vier Tore und bereitete weitere vier auf. Während seiner Leihe ist der RC Lens in die Ligue 1 aufgestiegen, Bayala kam dort aber in der Hinrunde zu keinem Einsatz, stand aber ein paar Spiele im Kader.
So wechselte er im Januar 2021 fest zum AC Ajaccio, an den er zuvor schon ausgeliehen war. Bis zum Ende der Spielzeit spielte er 14 Partien, wobei er drei Tore vorlegte und zwei Treffer selbst schoss. Auch in der Saison 2021/22 war er noch keine Stammkraft und kam lediglich in 21 von 38 möglichen Partien zum Einsatz, wobei er zweimal traf. Mit seinem neuen Verein schaffte er es als Zweiter der Ligue 2 in die höchste französische Spielklasse aufzusteigen. In der Ligue 1 debütierte er direkt am ersten Spieltag in der Startelf gegen Olympique Lyon. Am vierten Spieltag schoss er gegen den OSC Lille sein erstes Tor in der Ligue 1. Nach nur einer Saison stieg Ajaccio jedoch wieder in die Ligue 2 ab.
In der darauffolgenden Saison 2023/24 wurde Bayala durch eine Kreuzbandverletzung ausgebremst, wodurch er lediglich auf sechs Ligaeinsätze kam. Im August 2024 kehrte er zum moldawischen Erstligisten Sheriff Tiraspol zurück.

### Nationalmannschaft
Bayala debütierte am 17. August 2013 gegen Südafrika in einem Freundschaftsspiel für die burkinische A-Nationalmannschaft, als er über die vollen 90 Minuten auf dem Platz stand. Bei der Nationenmeisterschaft 2014 stand er im Kader und konnte ein Tor bei einem Einsatz erzielen, als sein Team in der Gruppenphase ausschied. Beim Afrika-Cup 2017 war er wieder im Kader und kam hier dreimal zum Einsatz. Sein Land wurde mit ihm dritter durch einen Sieg über Ghana im Spiel um Platz drei, in dem er auch spielte. Beim Afrika-Cup 2022 verlor man dieses Mal das Spiel um Platz drei, Bayala kam beim Turnier in fünf Spielen zum Einsatz. Besonders bei diesem Turnier entwickelte sich Bayala zum Stammspieler auf dem Flügel der Nationalmannschaft.

## Erfolge
Sheriff Tiraspol
- Moldawischer Meister: 2017
- Moldawischer Pokalsieger: 2017